# Cantó de L'Haÿ-les-Roses
El cantó de L'Haÿ-les-Roses és un cantó francès del departament de Val-de-Marne, situat al districte de L'Haÿ-les-Roses. Des del 2015 té 2 municipis.

## Municipis
- Fresnes
- L'Haÿ-les-Roses

## Història
| Data d'elecció                           | Identitat        | Partit           | Qualitat |
| ---------------------------------------- | ---------------- | ---------------- | -------- |
| 1967-1982                                | Pierre Tabanou   | SFIO, després PS |          |
| 1982-1994                                | Marc Méchain     | PS               |          |
| 1994-1997                                | Patrick Sève     | PS               |          |
| 1997-2003                                | René Goupil      | PS               |          |
| 2003-2008                                | Yves Barrois     | RPR, després UMP |          |
| 2008-                                    | Pierre Coilbault | PS               |          |
| les dades anteriors no són pas conegudes |                  |                  |          |
|                                          |                  |                  |          |

## Demografia
| A partir de 1990: Població sense dobles comptes |